# Hartline
Hartline és una població dels Estats Units a l'estat de Washington. Segons el cens del 2000 tenia 134 habitants.

## Demografia
Segons el cens del 2000, Hartline tenia 134 habitants, 60 habitatges, i 36 famílies. La densitat de població era de 156,8 habitants per km².
Dels 60 habitatges en un 26,7% hi vivien nens de menys de 18 anys, en un 51,7% hi vivien parelles casades, en un 6,7% dones solteres, i en un 40% no eren unitats familiars. En el 36,7% dels habitatges hi vivien persones soles el 21,7% de les quals corresponia a persones de 65 anys o més que vivien soles. El nombre mitjà de persones vivint en cada habitatge era de 2,23 i el nombre mitjà de persones que vivien en cada família era de 2,78.
Per edats la població es repartia de la següent manera: un 22,4% tenia menys de 18 anys, un 4,5% entre 18 i 24, un 32,1% entre 25 i 44, un 20,1% de 45 a 60 i un 20,9% 65 anys o més.
L'edat mediana era de 41 anys. Per cada 100 dones de 18 o més anys hi havia 112,2 homes.
La renda mediana per habitatge era de 27.917 $ i la renda mediana per família de 35.625 $. Els homes tenien una renda mediana de 24.792 $ mentre que les dones 26.250 $. La renda per capita de la població era de 14.335 $. Aproximadament el 5,7% de les famílies i el 8,5% de la població estaven per davall del llindar de pobresa.

## Poblacions més properes
El següent diagrama mostra les poblacions més properes.